# 裴虔通
裴虔通（?—?），河东人。
早年为晋王楊廣的亲信，升迁至监门校尉。煬帝繼位後，官至监门直阁、通议大夫。大業十四年（618年）三月，勾結宇文化及和司馬德戡同謀作亂，參與江都政變，跟元禮率軍攻擊東閣，再入西閣，缢殺隋煬帝和皇族大臣。後來歸順唐朝，授辰州刺史、長蛇縣開國男。貞觀二年，追究謀逆之罪，流放懽州除名，死於嶺南。
隋書宇文化及傳記載：「虔通因自開門，領數百騎，至成象殿，殺將軍獨孤盛。武賁郎將元禮遂引兵進，突衛者皆走。虔通進兵，排左閣，馳入永巷，問：『陛下安在？』有美人出，方指云：『在西閣。』從往執帝。帝謂虔通曰：『卿非我故人乎！何恨而反？』虔通曰：『臣不敢反，但將士思歸，奉陛下還京師耳。』」這是因為楊廣登基前，禮賢下士，與裴虔通親如兄弟，故有此言。